# Association for Computing Machinery
|  | «ACM» redirigeix aquí. Vegeu-ne altres significats a «ACM (desambiguació)». |

L'Association for Computing Machinery (ACM) és una societat científica internacional dedicada a la informàtica. Es va fundar el 1947 i és la més gran del món del seu tipus. És una associació sense ànim de lucre. El 2011, tenia més de 100.000 socis. La seu central és a la ciutat de Nova York.

## Activitats

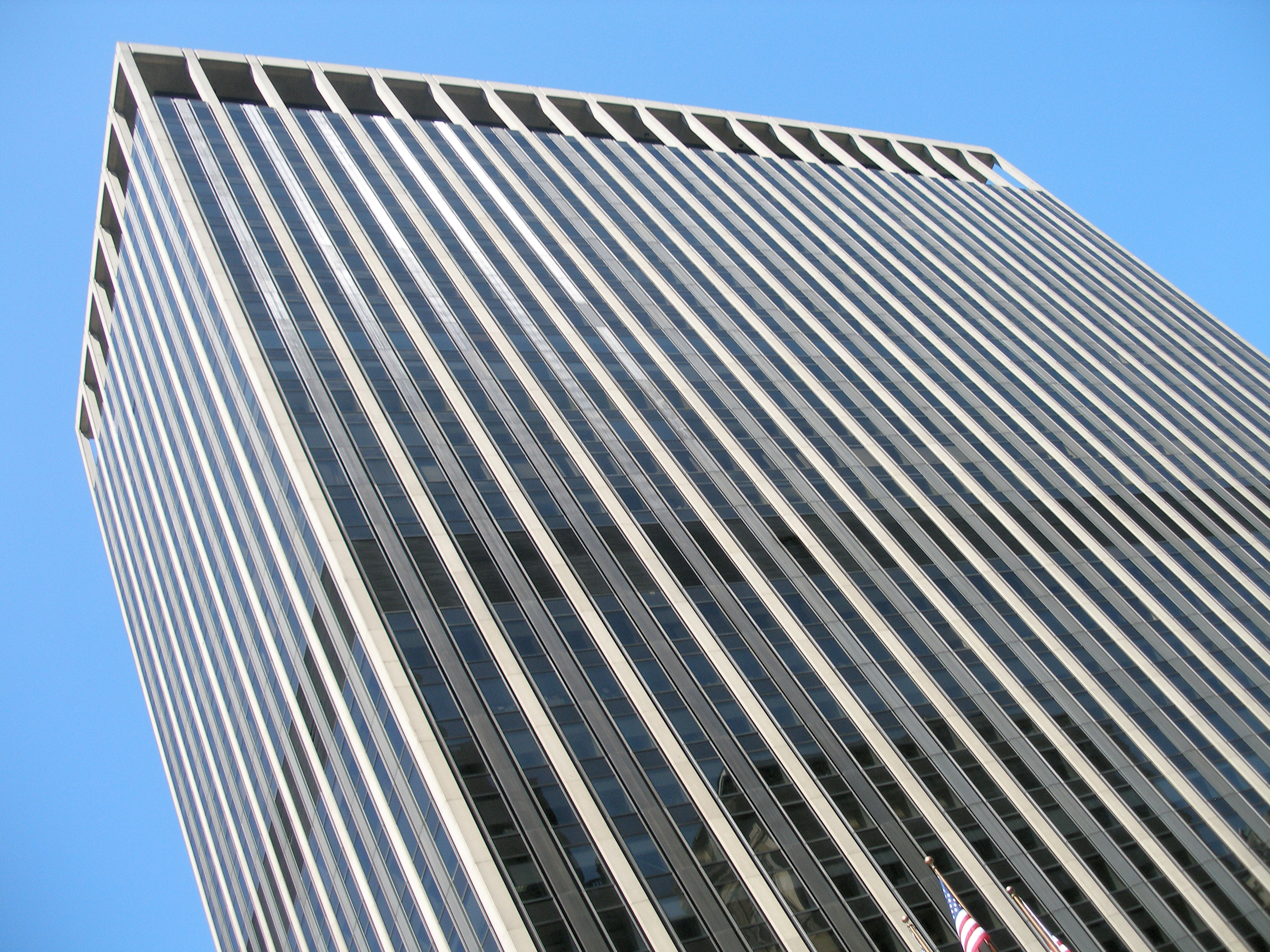
Two Penn Plaza, edifici on es troba la seu de l'ACM a Nova York

L'ACM està organitzada en 171 seccions locals i 37 Grups d'Interès Especial (Special Interest Groups o SIGs), mitjançant els quals duu a terme la major part de les seves activitats. A més, hi ha més de 500 seccions en universitats.
Molts dels SIGs, com SIGGRAPH, SIGPLAN, SIGCSE i SIGCOMM, organitzen conferències periòdiques que s'han famoses com al lloc de més prestigi on presentar les innovacions dels seus camps. Aquests grups també publiquen força publicacions especialitzades.
L'ACM també organitza altres esdeveniments relacionats amb la informàtica, com el concurs internacional de programació entre universitats (ICPC) i la partida d'escacs entre Garri Kaspàrov i l'ordinador IBM Deep Blue.

## Serveis

### Publicacions
L'ACM edita força publicacions i revistes. Els òrgans de l'associació són Communications of the ACM i ACM Queue, que són revistes orientades als professionals de la informàtica.
La publicació acadèmica més prestigiosa que publica l'ACM és el Journal of the ACM, però n'hi ha moltes més:
- ACM XRDS, abans "Crossroads", orientat als estudiants.
- ACM Interactions, orientada a la connexió entre experiències, persones i tecnologia. És la tercera en difusió dins de l'ACM.[5]
- ACM Computing Surveys (CSUR)
- ACM Computers in Entertainment (CIE)
- Unes quantes publicacions, específiques de branques de la informàtica, anomenades ACM Transactions. Algunes de les més notables són:
  - ACM Transactions on Computer Systems (TOCS)
  - IEEE/ACM Transactions on Computational Biology and Bioinformatics (TCBB)
  - ACM Transactions on Computational Logic (TOCL)
  - ACM Transactions on Computer-Human Interaction (TOCHI)
  - ACM Transactions on Database Systems (TODS)
  - ACM Transactions on Graphics (TOG)
  - ACM Transactions on Mathematical Software (TOMS)
  - ACM Transactions on Multimedia Computing, Communications, and Applications (TOMM)
  - IEEE/ACM Transactions on Networking (TON)
  - ACM Transactions on Programming Languages and Systems (TOPLAS)

Encara que a les Communications ja no s'hi publiquen articles de recerca, i no es considera una publicació de prestigi, molts dels grans debats i resultats de la història de la informàtica s'han publicat a les seves pàgines.
L'ACM ha posat en línia gairebé totes les seves publicacions, i s'hi pot accedir pagant una subscripció a la seva Biblioteca Digital. També té una Guia de la Literatura Informàtica. Els membres individuals també tenen accés a Safari Books Online i Books24x7. L'ACM també ofereix als seus socis assegurança, cursos en línia i d'altres serveis.

## Portal i Biblioteca Digital
L'ACM Portal és un servei en línia de l'ACM.
Té dues seccions principals: ACM Digital Library (Biblioteca Digital) i l'ACM Guide to Computing Literature (Guia de la Literatura Informàtica).
La Biblioteca Digital és la col·lecció de text complert de tots els articles publicats per l'ACM en publicacions, revistes, i conferències des dels anys 50. La Guia és una bibliografia de la informàtica amb més d'un milió de referències.
L'ACM va adoptar un model de publicació d'accés obert (OA) híbrid el 2013. Els autors que decideixen no pagar la tarifa d'accés obert han de concedir a l'ACM els drets de publicació, bé transferint-li el copyright o amb un acord de llicència de publicació.
L'ACM era una editorial "verda" abans d'inventar-se el terme. Els autors poden penjar els documents al seu propi web i al de la seva institució amb un enllaç cap a la versió permanent a la Biblioteca Digital de l'ACM.
Totes les metadades de la Biblioteca Digital estan obertes al món, inclosos els resums, les referències enllaçades, i les estadístiques de citacions, així com tota la funcionalitat i serveis. A part d'alguns articles gratuïts, per accedir al text sencer s'ha de pagar la subscripció.

## Competència
Històricament, el principal competidor de l'ACM ha estat la IEEE Computer Society, que és el subgrup més gran de l'Institute of Electrical and Electronics Engineers. La IEEE es concentra més en el maquinari i l'estandardització que no pas en la informàtica teòrica, però té força coincidència en els seus objectius. De tant en tant, cooperen en projectes com el desenvolupament de temaris sobre la informàtica. Alguns dels premis més importants de la Informàtica els concedeixen conjuntament l'ACM i la IEEE–CS.
També hi ha cada vegada més reptes al model de publicació de l'ACM que provenen del moviment d'accés obert. Alguns autors consideren que el procés centralitzat d'avaluació d'experts és menys rellevant i publiquen al seu propi web o en webs sense avaluació com arXiv. Han aparegut altres organitzacions que fen l'avaluació d'experts de forma totalment gratuïta i en línia, com el Journal of Artificial Intelligence Research (JAIR), Journal of Machine Learning Research (JMLR)i el Journal of Research and Practice in Information Technology.

## Premis
The ACM atorga sola o en col·laboració uns quants premis que reconeixen els mèrits tècnics i professionals, així com les contribucions a la informàtica i les tecnologies de la informació.
- Premi A. M. Turing
- ACM - AAAI Allen Newell Award
- ACM Eugene L. Lawler Award
- ACM – IEEE CS Ken Kennedy Award
- ACM - Infosys Foundation Award in the Computing Sciences
- ACM–W Athena Lecturer Award
- ACM Presidential Award
- ACM Programming Systems and Languages Paper Award
- Distinguished Service Award
- Doctoral Dissertation Award
- Eckert–Mauchly Award
- Gordon Bell Prize
- Grace Murray Hopper Award
- Paris Kanellakis Theory and Practice Award
- Karl V. Karlstrom Outstanding Educator Award
- Outstanding Contribution to ACM Award
- Software System Award
- SIAM/ACM Prize in Computational Science and Engineering